# Kiki Wong
Kiki Wong, född 1989, är en amerikansk-koreansk gitarrist som bland annat gjort sig känd som gitarrist i alternativrockbandet The Smashing Pumpkins. Tidigare har hon spelat i bandet Hellfire Heart, Nylon Pink och Vigil of War, därtill hon har också spelat med artister som Taylor Swift, Usher och Bret Michales.  Utöver sin musikaliska karriär har Wong även medverkat i tv-serien Devil's Courier och i mokumentären Kali Karate: The 2nd Beginning.